# Aquavit

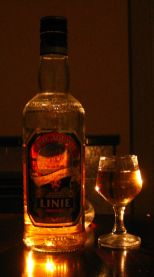
Een fles en glas aquavit van het merk Linie.

Aquavit (ook Akvavit of akevitt) is een sterkedrank uit Scandinavië. Het minimale alcoholpercentage is 37,5%. De drank wordt net als wodka geproduceerd uit aardappelen of graan en wordt twee keer gedistilleerd. Bij de tweede distillatie worden kruiden toegevoegd. Kenmerkend is het gebruik van karwij en dillezaad. Aquavit is in principe kleurloos, maar kan na houtlagering of door toevoeging van kleurstof (karamel E150) een goudgele kleur hebben. Het is een populaire drank in Scandinavië.

## Productie
Om aquavit te verkrijgen worden akkergewassen dubbel gedestilleerd. Vroeger werden ook aardappelen gebruikt. Tijdens de tweede doorloop wordt er een kruidenmengsel aan toegevoegd dat samen met het water en de alcohol wordt gedestilleerd. In dat kruidenmengsel moet de karwij duidelijk doorsmaken volgens de EU normen. Andere kruiden zoals dille, venkel, kaneel en koriander mogen slechts beperkt gebruikt worden. Hierna volgt een rustfase van enkele weken of zelfs maanden, soms op houten vaten. In beperkte mate kan de aquavit worden bijgekleurd met karamel.
Buiten Scandinavië zijn er weinig aquavitproducenten. Een uitzondering hierop is het noorden van Duitsland, vooral in Sleeswijk-Holstein. Deze streek heeft lang deel uitgemaakt van Denemarken en er leeft nu nog een Deense minderheid. De traditie van het destilleren en drinken van aquavit is hier blijven bestaan.

## Gebruiken
Aquavit is een drank die vooral bij speciale gelegenheden wordt geschonken. In Denemarken is het vooral met Kerstmis gebruikelijk om een glaasje achterover te slaan. Zweden gebruiken het eerder op midzomernacht en in Noorwegen wordt het op de nationale feestdag gedronken. Aquavit past uitstekend bij haring, krab en gerookte vis.
Aquavit wordt ijsgekoeld, puur gedronken en het glas wordt in een teug geleegd. Het vriesvak is dus de ideale plaats om een fles aquavit te bewaren: aangezien aquavit pas bevriest bij -25°C bestaat er geen gevaar voor barstende flessen.

## De naam
De drank wordt het eerst genoemd in een Deense brief uit 1531, geschreven door de heer van het kasteel Bergenshus, Eske Bille naar Olav Engelbrektsson, de laatste aartsbisschop van Noorwegen. Het woord aquavit komt van het Latijn en betekent levenswater. Dat is dus hetzelfde als eau de vie en uisce beatha.

## Bekende merken
- Aalborg Aquavit. Deze aquavit wordt al sinds 1846 geproduceerd en bezit een alcoholpercentage van 45%.
- Bommerlunder. Het is de meest gedronken aquavit uit Duitsland met een alcoholpercentage van 40%. Het recept werd door een Franse officier gegeven aan de herbergier van de Herberg van Bommerlund in 1760.
- Linie Aquavit stuurt zijn drank negentien weken op zee in houten vaten. Het reisschema naar Australië en terug naar Noorwegen staat op elke fles vermeld.
- Malteserkreuz is genoemd naar het logo van het Duitse bedrijf, het Maltezer kruis en is sinds 1924 op de markt.